# 金影憐
金影憐 ( 1940年8月18日 - )，原名應為金影蓮，由於經常被人誤寫，習非成是，很多人都寫作金影憐。在中華民國廣東省廣州市出生，孩童時代隨父母移民南洋，金影憐在1961年偶然來香港，戲劇化般進入了香港的粵劇及電影工作，她是活躍於20世紀60年代初期的粵劇二幫花旦及電影演員。從銀幕處女作《神蛇飛虎救正宮》(1961年) 至電影息影作《摩登濟公》(1965年)，約演出70多齣電影。

## 家庭
- 金影憐與香港電影從業者李香琴、任冰兒、梁素琴、黎坤蓮、朱日紅、許卿卿、英麗梨及譚倩紅結義成金蘭姊妹，對外自稱『九大姐』，金為當中年齡最輕者。每月在九龍尖沙嘴「新樂酒樓」 設宴聯歡，並搓麻將[3]。

- 九大姐曾經在1964年成立「香城影業公司」拍攝唯一的局部彩色粵語電影：
  - 《香城九鳳》(The nine ladies of fragrant city)

- 金影憐在1965年4月6日(星期二)初為人母，在留產所誕下一位男嬰。與金影憐結義成金蘭姊妹的九大姐成員聯袂向她道賀[4]。

## 外部連結
- 香港電影資料館：金影憐[永久]